# 문곡층
문곡층(Mungok formation, 文谷層)은 대한민국 태백산분지에 분포하는 조선 누층군 영월층군의 퇴적암 지층이다. 와곡층 위에 정합적으로 놓이는 문곡층은 4개 층원으로 구분되며 천해의 퇴적 환경을 지시하는 암회색 및 청회색의 석회암, 석회질 돌로마이트, 돌로마이트와 같은 탄산염암, 일부 셰일과 함께 이회암, 석회암역암(limestone conglomerate) 및 박층의 석회암-셰일, 처트 등으로 구성된다. 이 지층의 석회암은 해백합, 삼엽충, 완족류 등의 파편으로 구성되며, 이 지층에서 산출된 삼엽충 및 코노돈트 화석에 근거하여 지질시대는 전기 오르도비스기의 트레마도시안(Tremadocian) 시기로 정해졌다. 본 지층은 영월삼거리 부근에서 북동 25~30°의 주향과 북서 50~60°의 경사를 보이며 마차리 부근에서는 북동 40~50°의 주향과 북서 50~65°의 경사를 보이고 등사 습곡과 충상단층에 의해 주향과 평행한 방향으로 2회 반복하여 노출된다. 문곡층은 암질, 퇴적 구조 및 조직을 바탕으로 6개 암상으로 구분되고 이에 따라 4개 유형의 퇴적상 조합이 확인되었으며 이를 바탕으로 문곡층은 탄산염대지에 발달된 여울을 포함하는 조간대(Tidal Flat) 퇴적층으로 해석된다.

## 문곡층의 명칭
요시무라(1940)에 의해 처음으로 지정된 문곡층은 태백산지구지하자원조사단(1962)에 의해 삼태산층(Cs; Samtaesan Formation, 三台山層)으로 불리기도 하였으나, 현재는 문곡층이라는 명칭을 더 많이 사용한다.

## 화석

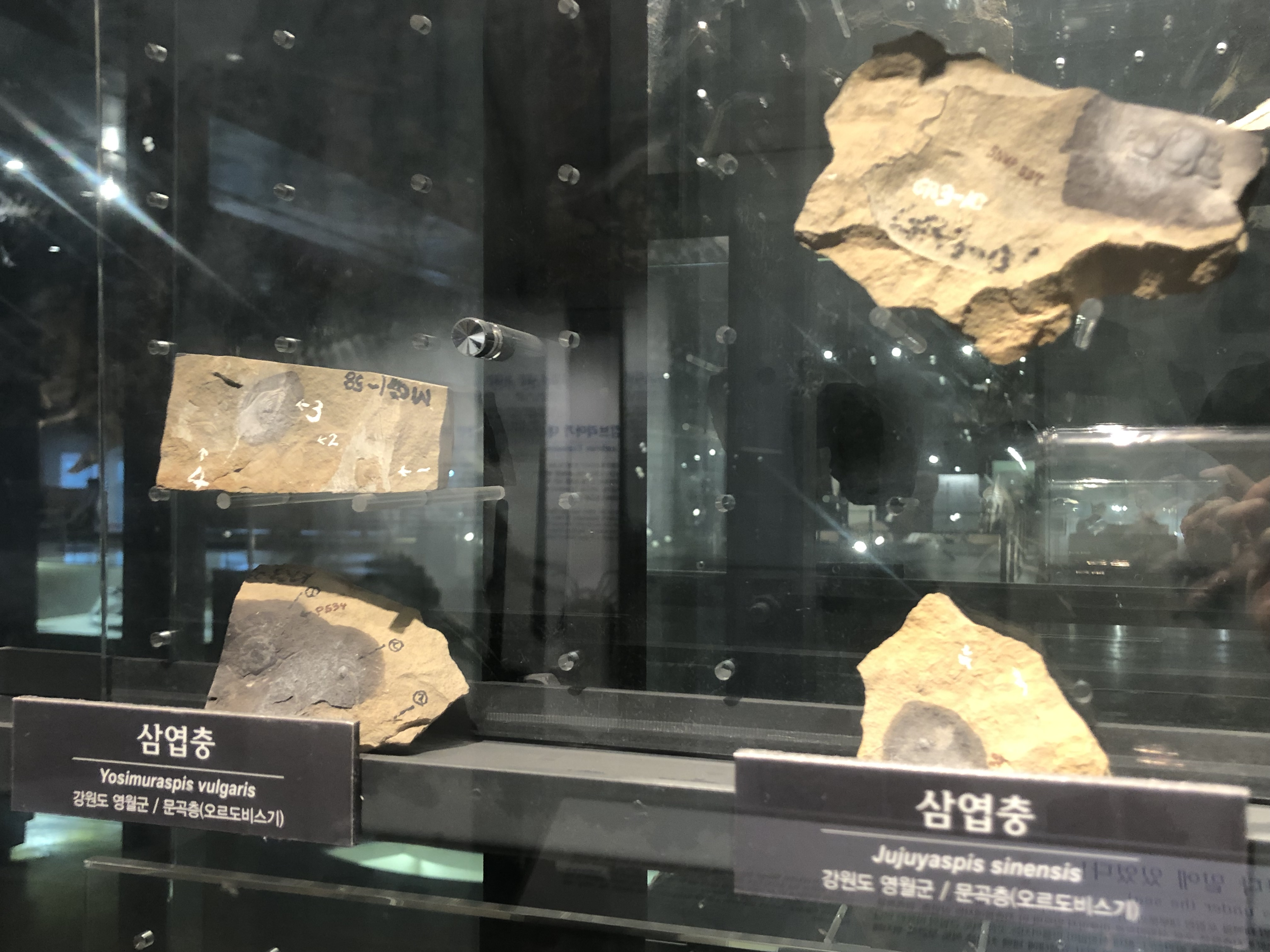
문곡층 삼엽충 화석 Yosimuraspis vulgaris 및 Jujuyaspis sinensis

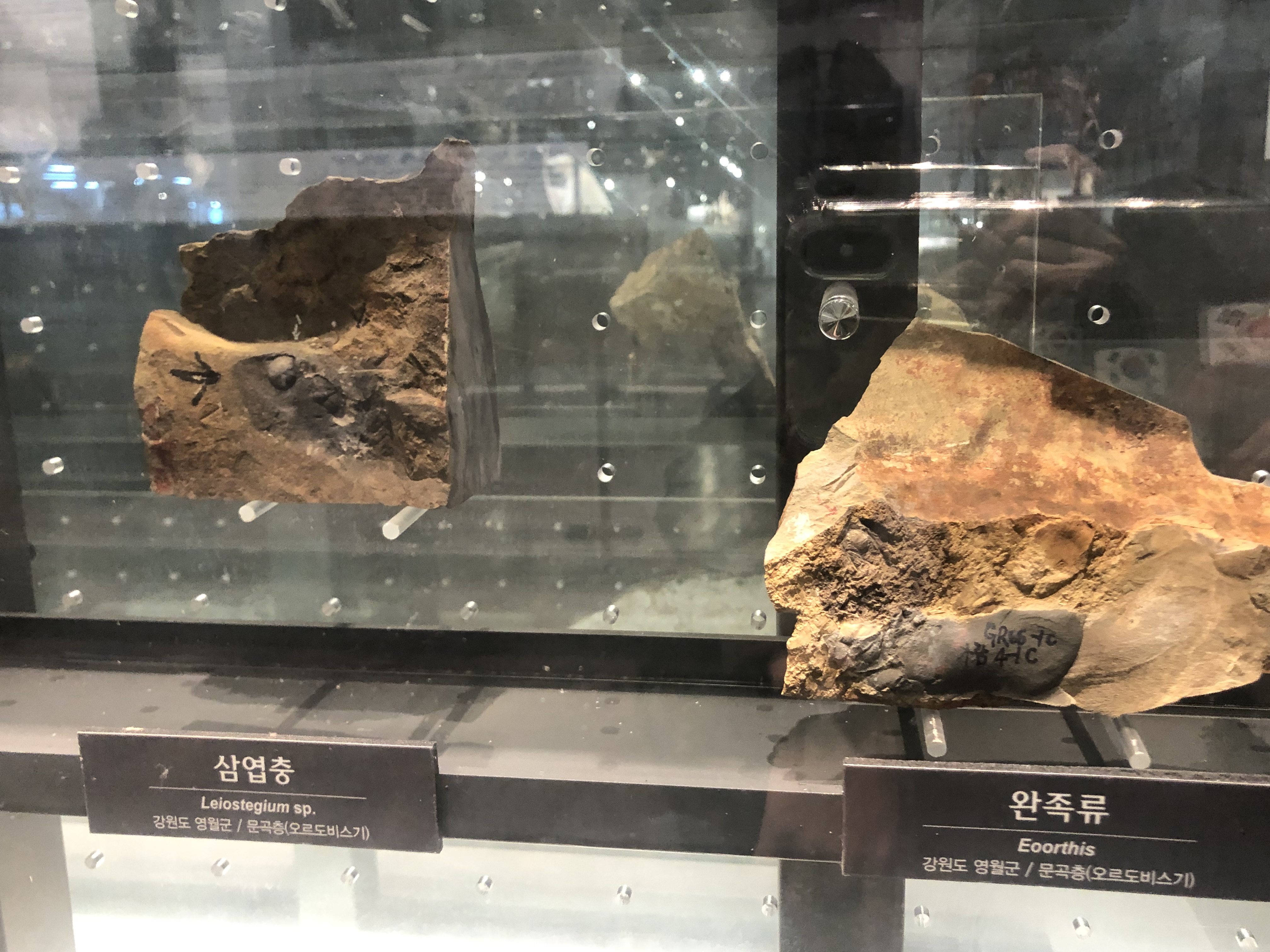
문곡층 삼엽충 화석 Leiostegium sp. 및 완족류 화석 Eoorthis

원문주와 이하영(1977)은 영월군 북면 마차리에 발달된 문곡층에서 산출되는 코노돈트 화석을 연구하고, 문곡층의 코노돈트 화석군은 상부 트레마도시안(Tremadocian)에 속하며 화절층 상부(?)의 화석군과 대비된다는 사실을 알아냈다. 연구에서 코노돈트 화석은 모두 232개체가 산출되었고 식별이 가능한 화석은 190개체이다. 코노돈트 화석은 대체로 상부보다는 하부에서 많이 산출되었으며 최상부에는 매우 적다. 화석들은 11속 34종으로 분류되었으며 문곡층 전반에 걸쳐 고른 분포를 보여 화석대를 형성하지 못한다. 화석군에는 Drepanodus, Oneotodus, Scolopodus 등이 우세한 것으로 보아 하부 오르도비스기의 화석군임을 나타낸다. 화석군 중 Acontiodus staufferi, Acontiodus iowaensis, Scolopodus quadraplicatus, Scolopodus triplicatus, Scolopodus gracilis등은 모두 상부 트레마도시안(Tremadocian)에서 하부 아레니시안(Arenigian)의 층서 범위에서 산출되어 비교적 한정된 범위를 지시한다. 그밖에 하부 Arenigian 지층에서 보고된 바 없는 Oneotodus nakamurai, Oistodus minutus, Oneotodus cf. rotundatus, Paltodus utahensis, Acontiodus nogami in, gen. et. sp. A(?) (Acontiodus cf. propincus by Müller) 등은 트레마도시안(Tremadocian)까지만 산출되는 것들이다. 또한 하부 Arenigian을 지시하는 표준 화석이 없어 본 화석군은 트레마도시안(Tremadocian)에 한정된 화석군임을 알 수 있다. 예외적인 것은 Oneotodus nakamurai으로, 이것은 세계 여러 지역에서의 보고에 따르면 대체로 상부 캄브리아기부터 하부 트레마도시안(Tremadocian)까지 산출되며 호주 지역에서 중부 트레마도시안까지 보고되어 있다. 그러나 문곡층 하부로부터 상부 트레마도시안에 해당하는 화석이 산출되었기 때문에 Oneotodus nakamurai 한 종에 의하여 본 층의 지질시대를 하부 트레마도시안으로 정할 수는 없다. 본 층에서 Oneotodus nakamurai가 산출된 것은 문곡층의 층서 범위가 상부 트레마도시안까지 연장된 것으로 보아야 한다.
박기현, 최덕근, 김정환(1994)은 문곡층에서 리본암(ribbon rock), 입자암~팩스톤(grainstone to packstone), 평력석회암(flat-pebble conglomerate) 및 이회암-셰일(marlstone to shale)의 4개의 암상(巖相)을 인지하고, 이 암상의 층서적 산출에 근거하여 문곡층을 (비공식적으로) 하부로부터 기저층원(basal member), 하부층원(lower member), 중부층원(middle member) 및 상부층원(upper member)의 4개 층원으로 구분하였다. 
- 두께 45 m의 기저층원은 주로 리본암과 입자암으로 구성되며 부수적으로 얇은 각력석회암층이 협재한다.
- 두께 30 m 이상의 하부층원은 두꺼운 괴상(塊狀)의 암회색 돌로스톤으로 구성된다.
- 두께 35~60 m의 중부층원은 리본암과 평력석회암이 교호(交互)한다.
- 두께 50~60 m의 상부층원은 리본암, 입자암, 평력석회암, 이회암, 셰일의 암상이 관찰되며 이회암과 셰일이 빈번하게 출현한다.
- 화석의 산출은 기저층원의 최하부와 상부층원의 하부에 국한되며 논문에서는 이들을 각각 화석군 A와 B로 명명하였다. 문곡층 기저층원의 화석군(화석군 A)에서 산출되는 삼엽충 Yosimuraspis, Jujuyaspis, Pseudokainella 등은 전기 트레마도시안(Tremadocian)의 시기를 지시하며, 문곡층 상부층원의 화석군(화석군 B)는 대부분 후기 트레마도시안 시기에 전 세계적으로 넓게 서식하였던 삼엽충들로 구성된다. 이 연구의 부수적인 성과로 마차리 스러스트 단층 서부 지역의 기와골과 두목 지역에서 화석군 A를 산출하는 문곡층의 기저층원을 확인함으로서 기존에 알려졌던 모하리 스러스트 단층을 인정하는 한편 새로운 단층으로 두목 스러스트 단층을 설정하였다.[6]

이용일과 백인성(1997)은 영월군 북면 연덕리의 가람 단면과 영월군 남면 북쌍리의 남애리 단면(N 37°12'28.70", E 128°25'7.04")의 문곡층에서 해록석(Glaucony)의 산출을 보고하였다. 해록석이 산출된 층준은 문곡층 기저부에서 5~10 m 상위에 있으며 백인성 외(1991)가 보고한 문곡층의 퇴적암상 중 석영질 팩스톤(quartzose packstone facies)에 해당하는 엽리상 펠로이달 입자들로 구성된 입자암 내지 팩스톤(peloidal grainstone to packstone)으로 구성된다.
김동희와 최덕근(1999) 영월군 북면 성황동 부근에 분포하는 문곡층 중부에서 전기 오르도비스기 삼엽충 Leiostegium을 발견 보고하였다. 화석 산지는 북위 37°16'58", 동경 128°26'09"에 위치하며 이 단면에는 문곡층 하부, 중부, 상부층원이 136 m 두께로 드러나 있다. 삼엽충 화석은 중부층원 최하부의 암회색 리본암으로부터 얻어졌다. 이 화석 산지에서는 Leiostegium과 함께 Kainells가 산출되는데 이로서 문곡층 중부 화석군의 지질시대가 중부 트레마도시안이라는 결론이 확고해졌다.
이병수와 이종덕(1999) 영월군의 골마차, 성황촌, 모하리 3개 단면에서 코노돈트 생층서를 연구하고 문곡층의 4개 층원 가운데 두번째 층원을 제외한 나머지 층서 구간에 대하여 잠정적인 4개 코노돈트 군집대를 설정하였다. 영월 지역의 캄브리아기-오르도비스기 경계는 첫째 군집대 바로 아래 문곡층 기저 가까운 층준에 놓일 가능성이 있다.

### 문곡층 삼엽충 생층서대
김동희와 최덕근(2000, 2002)은 문곡층을 암상에 따라 밑에서부터 가람층원, 배일재층원, 점말층원, 두목층원 4개 층원으로 구분하였다. 두께 29~55 m의 기저부 가람층원은 주로 리본암과 입자암~팩스톤으로 구성되고 석회암역암 그리고 전 영월층군과 문곡층을 통틀어 유일한 처트층이 협재된다. 두께 28.6~35 m의 배일재층원은 (담)회색의 괴상 돌로마이트 단일 암상으로 구성된다. 두께 30~51 m의 점말층원은 리본암과 석회암역암이 교호하고 때때로 상부에 입자암~팩스톤이 협재된다. 두께 41.2~77 m의 두목층원은 리본암, 입자암~팩스톤, 석회암역암, 이회암과 셰일로 구성된다. 삼엽충 화석의 산출로 가람층원 최하부에서 Yosimuraspis, 점말층원 기저부에서 Kainella, 두목층원에서 Shumardia 생층서대가 인지된다. Trilobagnostus coreanicus, Asaphellus, Shumardia pellizzarii, Hystricurus, Apatokephalus hyotan, Dikelokephalina asiatica과 같은 삼엽충 화석이 산출되는 Shumardia 생층서대는 태백층군의 두무골층 및 후기 트레마독(Tremacdoc) 시기와 대비된다.
손장원, 김동희, 최덕근(2001)은 삼태산 일대의 지질을 조사하고 이 지역의 문곡층이 영월 지역 문곡층 상부의 화석과 일치한다고 하였다. 영월 지역에서 설정된 층원을 적용하면 단양군 삼태산 부근에는 문곡층 점말층원과 두목층원이 분포한다. 점말층원 최하부에서는 중기 트레마독절(Tremadoc)을 지시하는 삼엽충 화석 Asaphellus sp. 한 종이 발견되었고, 어상천면 석교리의 두목층원에서는 완족동물과 Shumardia 생층서대에 속하는 삼엽충 Micragnostus coreanicus, Shumardia pellizzari, Koraipsis spinus, Apatokephalus hyotan, Asaphellus sp., Hystricurus megalops, Dikelokephalina asiatica 화석들이 발견되었다.

### 문곡층 필석 생층서대
최상국과 김상률(2002)은 영월군의 배일재와 남애리의 문곡층 상부에서 Adelograptus, Callograptus, Dendrograptus, Dictyonema, Psigraptus 등의 필석 화석을 발견하고 Adelograptus, Psigraptus, Dendroid 생층서대를 설정하였다. 김택자 외(2003)는 영월군 한반도면 후탄리 화병마을의 문곡층 상부에서 Dendrograptus sp., Callograptus curvithecalis (Mu, 1955), Adelograptus tenellus (Linnarsson, 1871), Adelograptus sp., Psigraptus jacksoni (Rickards and Stait, 1984) 4속 5종의 필석 화석을 발견하였다. 이는 대한민국에서 두 번째로 보고된 것이며 세계에서 6번째로 보고된 것이다. 문곡층 상부에서 산출된 이들 화석에 의해 Adelograptus, Callograptus-Dendrograptus, Psigraptus 3개의 필석 생층서대가 인지되었다. 필석 화석은 문곡층 상부가 후기 트레마독절(Tremadoc) 초기임을 지시한다.

## 지역별 암상

### 영월군
영월군 북면 마차리 부근의 문곡층 석회암은 주로 치밀한 괴상(塊狀) 석회암이고 상, 하부에 약간의 석회암력으로 된 역암을 포함하고 상부에 점토질 괴상 석회암이 포함되어 있다. 본 층의 상, 하부 경계는 각각 와곡층과 영흥층의 돌로마이트질 석회암과 접하여 있으므로 지질 경계는 쉽게 구별된다. 
1989년 영월군 북면 마차리 산 147-6 (N 37°15'20.26", E 128°26'50.25")에 도로변을 따라 드러난 문곡층에서 천해에서 형성된 폭풍 기원의 퇴적암층이 발견되었다. 이 지역의 문곡층은 돌로마이트질 석회암과 돌로마이트가 반복되며 부분적으로 셰일층이 나타난다. 역암, 화석편(skeletal)과 펠로이드 입자(peloidal)들로 구성된 입자암 내지 와케스톤, 이암 등으로 구성된 폭풍 퇴적층에는 침식 기저면, 점이 층리, 사층리 등이 나타난다.
영월군 남면 북쌍리 남애 단면에서 문곡층은 이회암/셰일과 석회암-이회암/셰일 교호, 석회역암, 돌로마이트질 석회이암, 입자암, 탄산염암 등으로 구성된다. 두께 52 m의 가람층원은 돌로마이트질 석회암 및 이암과 처트로 구성된 18 m의 하부와 돌로마이트질 석회이암, 괴상 돌로마이트으로 구성된 34 m의 상부 탄산염암 구간으로 구성되고 그 경계에 소규모 충상단층이 있다. 두께 17 m의 배일재층원은 (암)회색의 두꺼운 돌로마이트로 구성된다. 두께 12 m의 점말층원은 석회암-이회암/셰일 교호상, 돌로마이트질 석회이암, 탄산염암과 사이에 협재된 석회역암으로 구성된다. 두께 67 m의 두목층원은 이회암, 석회암-이회암/셰일 교호상, 돌로마이트질 석회이암, 탄산염암이 미터 규모의 윤회퇴적층을 구성하며, 석회역암 등이 협재된다.
영월군 남면 북쌍리 남애 단면의 문곡층
- 북위 37° 12′ 32.0″ 동경 128° 24′ 59.6″ / 북위 37.208889°  동경 128.416556°
- 북위 37° 12′ 31.8″ 동경 128° 24′ 59.6″ / 북위 37.208833°  동경 128.416556°
- 북위 37° 12′ 31.3″ 동경 128° 24′ 59.8″ / 북위 37.208694°  동경 128.416611°
- 북위 37° 12′ 30.4″ 동경 128° 25′ 00.1″ / 북위 37.208444°  동경 128.416694°
- 북위 37° 12′ 27.0″ 동경 128° 25′ 05.6″ / 북위 37.207500°  동경 128.418222°
- 지층에 "MUN04"라고 적혀 있다.
북위 37° 12′ 27.0″ 동경 128° 25′ 05.8″ / 북위 37.207500°  동경 128.418278°
- 지층에 "MUN04"라고 적혀 있다.
북위 37° 12′ 27.0″ 동경 128° 25′ 05.7″ / 북위 37.207500°  동경 128.418250°
- 문곡층/와곡층 경계
북위 37° 12′ 26.9″ 동경 128° 25′ 06.3″ / 북위 37.207472°  동경 128.418417°

### 단양군
단양 지질도폭(1967)에 의하면 주로 충식석회암이 우세하며 호상, 판상, 엽리상 석회암과 얇은 층의 돌로마이트 및 규질암 등이 수반된다. 충식석회암은 적성면 하리 일대에 현저하다. 이들의 풍화면은 나무 줄기의 껍질과 같은 인상을 보이거나 층리면에 관계없이 고르지 못한 표면으로 되어 있다. 이러한 충식상은 석회질 부분과 점토 부분이 불규칙하게 혼재되어 양자의 침식 차이에 의한 것으로 석회질 부분이 먼저 용해된 후 점토 부분이 남아 풍화면 상에 불규칙한 돌출부를 형성한다. 이 지층은 한강 서북부의 광범위한 석회암 카르스트 지대를 형성하고 있는 석회암층이다. 적성면과 어상천면에서 가장 잘 발달하며 도담역 동부에 위치한 석회암 광산들도 이들 삼태산층 분포지역에 위치한다. 어상천면 임현리 지역에서는 지층의 주향을 따라 관입한 석영반암맥에 의해 절단되어 포획암으로 잔류하는 부분도 있다. 이 지역에서 주향은 북서 20~40°이며 경사는 북동 60~80° 또는 남서이다. 이 지층의 두께는 상한이 금수산 규암층으로 덮여 있어 정확한 두께를 알 수 없으나 200 m 이상으로 추정된다.
태백산지구지하자원조사단(1962)은 단양군 어상천면과 영춘면의 경계에 위치한 삼태산(875.8 m)에 분포하는 지층을 삼태산층이라 명명하고 지질도에는 삼태산 일대에 삼태산층이 분포한다고 표기했다. 그러나, 손장원, 김동희, 최덕근은 2001년 삼태산 일대를 조사하고 기존에 표기된 '삼태산층'이 사실은 대부분 마차리층에 해당한다는 것을 확인했다. 지자연에서 제공하는 1:5만 지질도를 보면 삼태산 지역에는 삼태산층이 분포하고 삼태산층 바로 위에 삼방산층이 놓이는 것으로 표기되어 있는데 이는 조사 시점의 지질조사자의 의견을 전적으로 반영하여 1962년 지질도를 만들 당시 태백산지구지하자원조사단이 삼방산층을 조선 누층군을 부정합으로 덮는 시대 미상의 지층으로 간주했기 때문이다.
단양군의 삼태산층
- 단양 석문
- 가곡면 여천리의 삼태산층
북위 37° 00′ 59.1″ 동경 128° 20′ 39.2″ / 북위 37.016417°  동경 128.344222°
- 매포읍 하시리의 삼태산층
북위 37° 03′ 00.3″ 동경 128° 19′ 47.5″ / 북위 37.050083°  동경 128.329861°
- 중앙고속도로 단양팔경휴게소 인근, 부산기점 252.0 km 지점 절개사면의 삼태산 석회암층
- 중앙고속도로 북단양 나들목 북서측 춘천 방향 진입로 절개사면의 삼태산 석회암층
- 적성면 하진리 수양개유적로 도로변의 삼태산층
북위 36° 56′ 44.9″ 동경 128° 18′ 14.8″ / 북위 36.945806°  동경 128.304111°

### 제천시
제천 지질도폭(1967)에 의하면 제천시 금성면 남서부와 청풍호 일대에 석회암 지대를 형성하며 서쪽의 충주시로 갈수록 상위에 부정합으로 덮인 서창리층으로 인해 분포지가 점차 줄어든다. 본 층은 석회암, 석회규산염암, 혼펠스대로 구분할 수 있다. 제천시의 삼태산층에는 화강암의 관입으로 인해 형성된 접촉 광상인 자철광상이 존재한다.
삼태산층 석회암(Ols; Ordovician Samtaesan formation limestone)은 연회색 내지 암회색을 띠며 니질(泥質)부가 얇은 층으로 수 회 협재된 판상 석회암이 대표적인 것으로서 미습곡(minorfold)이 발달되어 있다. 치밀괴상(緻密塊狀)인 것도 많이 있으나 판상 석회암과 교호하여 화강암과의 접촉부에서는 재결정되어 당정질(糖晶質, saccharoidal)한 구조를 띠어 풍화에 약하다. 금성면 위림리에는 화강암 중에 포획된 본 암석이 거의 재결정되어 있어 농업용 석회사료로 채취되며 지표에는 테라로사가 두껍게 형성되어 있다. 단양군 적성면 각기리 부근에서는 니질부가 많이 협재되어 석회질 부분과의 차별 풍화, 침식으로 생긴 충식 석회암을 볼 수 있으며 흥월리층과 단층 접촉하는 곳에서 단층 각력암(Fault breccia)과 단층경면이 관찰된다. 비봉산(530.2 m) 지역의 석회암은 니질부가 협재된 판상 석회암이 우세하고 산 밑은 괴상인데 비해 청풍면 계산리 도로변의 산릉에서는 석회질 셰일 내지 천매암질 조직을 보이는 석회질암이 심한 미습곡을 이루어 충식상을 띠는데 니질부가 석회질부보다 우세하며 석회질부는 풍화 침식되어 심한 요철을 형성한다. 수름산 단층 이서부의 삼태산층은 그 상부에 서창리층이 광범위하게 덮여 있어 국부적으로 청풍면 부산리-단돈리, 사오리, 장선리 등에 국부적으로 분포한다.
삼태산층 석회규산염암(Olsi; Ordovician Samtaesan formation lime silicate rock, 石灰珪酸鹽巖)은 화성암류와 접촉하여 규화(珪化)된 석회암층이다. 규화 작용에 의한 열변질뿐만 아니라 접촉교대작용으로 인해 이차적으로 생성된 광물을 갖기 때문에 녹회색 내지 갈색을 띠는 다변질암을 볼 수 있다. 또한 완전히 변질되지 않은 석회질 부분이 잔존한 것도 있다. 제천시 금성면 동막리의 구진산(484.6 m) 북사면에 치밀 견고한 암질에 약간의 방해석맥이 있는 석회규산염암이 애추(崖錐, talus)를 형성하며 금성면 대장리 서부에는 규화된 백색의 본 암석이 분포한다. 금성면 중전리-월굴리의 당두산(당부산, 496 m) 동측 산저지역의 구당두광산의 모암이 된 본 암은 다변질상을 보이는데 인근에 관입된 페그마타이트의 영향이 큰 것 같다.
삼태산층 혼펠스대(Samtaesan formation Hornfels zone)는 석회암이 열변질에 의해 생성된 것으로 현재 중앙고속도로의 제천터널이 지나는 결매령(結梅嶺) 남동쪽의 펠사이트(felsite)에 의해 변질된 것으로 보인다. 본 혼펠스대는 결매령 남동부에서 주향 북서 20~35°, 경사 남서 70°의 편리가 잔존되면서 금수산 규암층과 병행되는 대상(帶狀) 분포를 갖는다. 아주 소규모로 백색 돌로마이트가 잔존하는데 이것은 흥월리층의 초생적인 돌로마이트가 아니라 삼태산층의 석회암이 돌로마이트화 된 것으로 보인다.
황강리 지질도폭(1965)에는 삼태산층이라고 명시되어 있지 않고 대석회암층군 석회암(Ols; Ordovician limestone)이라 되어 있으나 영월 및 제천 지질도폭으로부터 연속적으로 분포되어 삼태산층과 동일한 지층으로 간주한다. 도폭 내에서 청풍호를 중심으로 주변 지역인 청풍면, 수산면, 덕산면 일대에 다소 넓게 분포하며 백색 내지 회색 괴상(塊狀) 또는 회백색~암회색 판상(板狀) 석회암으로 구성된다. 본 암석은 백색 석회질 및 암회색 석회질대와 니질(泥質)대가 교호하여 호상 구조를 나타낸다. 청풍면 연론리, 한수면 덕곡리, 덕산면 신현리와 도전리 등에서 서창리층에 의해 부정합으로 덮이나 덕산면 북부에서 석회규산염암이 본 층 상부에 놓이고 덕산면 도기리 등에소 대동 누층군에 의해 부정합으로 덮인다. 지역에 따라 주향과 경사가 모두 다른데 수산면 괴곡리에서는 북서 25~50°및 남서 40°, 덕산면 도기리와 도전리 그리고 청풍면 실리곡리에서 대체적으로 북동 10~70°의 주향과 북서 30~75°의 경사가 지배적이며 이곳에서도 역시 경사가 상반되는 부분이 있다. 전체적으로 본 암의 주향과 경사는 국부적 또는 지역적으로 비교적 심한 변화를 나타내는데 이는 습곡과 단층에 기인한 것으로 생각된다. 본 지층은 습곡 및 단층에 의한 교란과 화강암의 관입으로 정확한 지층의 두께를 알 수 없다.
금성면 월굴리(도로명주소 : 제천시 금성면 청풍호로 1316, 좌표 : 북위 37° 02′ 37.26″ 동경 128° 10′ 23.39″ / 북위 37.0436833°  동경 128.1731639° )에 드러난 금월봉 석회암은 청풍대교 가기 전 낮은 구릉 위에 있는 석회암 노두로 단층과 습곡 등 다양한 지질 구조가 관찰된다. 휴게소에서 금월봉 방향으로 가면서 붉은색으로 변질된 노두가 관찰되는데 이것은 남-북 방향의 단층이 발달한 흔적으로 이곳을 따라 석회암 층리의 방향이 변한다.
2024년 4월 현재 제천시 금성면 월굴리 지역에서는 국지도 제82호선와 지방도 제532호선의 도로 개량 공사가 진행되고 있어 아래 사진과 같이 곳곳에 삼태산층의 노두가 드러나 있다. 
제천시의 조선 누층군 삼태산층
- 금성면 중전리 중앙고속도로 남제천 나들목 남쪽에 드러난 삼태산층의 노두
- 금월봉의 삼태산층
- 금월봉의 삼태산층
- 국지도 제82호선 도로변 공사현장의 노두, 금성면 월굴리
- 국지도 제82호선 도로변 공사현장의 노두, 금성면 월굴리
- 국지도 제82호선 도로변 공사현장의 노두, 금성면 월굴리
- 국지도 제82호선 도로변 공사현장의 노두, 금성면 월굴리
- 석회암층 내 습곡, 제천시 수산면 서곡로 596 입구 도로변
- 왼쪽 노두의 측면
- 왼쪽 노두의 측면
- 제천시 금성면 월굴리, 지방도 제532호선 도로변의 삼태산층 석회암
북위 37° 02′ 12.2″ 동경 128° 09′ 40.1″ / 북위 37.036722°  동경 128.161139°
- 제천시 청풍면 황석리, 청경명리조트(도로명주소 : 제천시 청풍면 호반로 4060) 전면 지방도 제532호선 도로변의 삼태산층 석회암
북위 37° 01′ 48.8″ 동경 128° 08′ 16.7″ / 북위 37.030222°  동경 128.137972°
- 제천시 청풍면 황석리, 청경명리조트(도로명주소 : 제천시 청풍면 호반로 4060) 전면 지방도 제532호선 도로변의 삼태산층 석회암
북위 37° 01′ 49.2″ 동경 128° 08′ 16.8″ / 북위 37.030333°  동경 128.138000°
- 제천시 청풍면 황석리/사오리 지방도 제532호선 도로변의 삼태산층
북위 37° 01′ 47.1″ 동경 128° 07′ 55.1″ / 북위 37.029750°  동경 128.131972°
- 제천시 청풍면 황석리/사오리 지방도 제532호선 도로변의 삼태산층
북위 37° 01′ 47.1″ 동경 128° 07′ 54.4″ / 북위 37.029750°  동경 128.131778°

## 같이 보기
- 영월군의 지질
- 단양군의 지질
- 한국의 지질
- 조선 누층군
- 삼방산층
- 마차리층
- 와곡층 (흥월리층)
- 영흥층
- 영월군